# Liste der Herrscher namens Albrecht
Albrecht hießen folgende Herrscher:

## Albrecht I.
- Albrecht I. (Anhalt) († 1316), askanischer Regent in Anhalt
- Albrecht I. (HRR), römisch-deutscher König (1298–1308) und Herzog von Österreich (1282–1308)
- Albrecht I. (Bayern), Herzog (1347–1404)
- Albrecht I. (Brandenburg), der Bär, Markgraf (1134–1170)
- Albrecht I. (Brandenburg-Ansbach), (1525–1568) ist Albrecht (Preußen), Hochmeister
- Albrecht I. (Braunschweig), der Lange, Herzog von Braunschweig-Lüneburg (1236–1279)
- Albrecht I. von Braunschweig und Lüneburg (Celle), Fürst von Lüneburg (1370–1385), durch Geburt Herzog von Sachsen-Wittenberg
- Albrecht I. (Sachsen), Herzog (1212–1260)
- Albrecht I. (Braunschweig-Grubenhagen) († 1383), Herzog des Fürstentums Grubenhagen
- Albrecht I. (Sachsen-Lauenburg) ist Albrecht III. (Sachsen-Lauenburg), Herzog (1286–1308)[1]
- Albrecht I. (Mecklenburg), Herzog (1352–1379)
- Albrecht I. (Münsterberg-Oels), Herzog (1498–1511)
- Albrecht I. (Teschen), Herzog (1847–1895) ist Albrecht von Österreich-Teschen
- Albrecht I. (Meißen), der Stolze, Markgraf von Meißen (1190–1195)
- Albrecht I., Markgraf zu Ansbach und Kulmbach; siehe Albrecht Achilles
- Albrecht I. (Mecklenburg-Stargard), Herzog zu Mecklenburg-Stargard
- Albrecht I. (Hohenlohe-Weikersheim) (* um 1370; † 1429), fränkischer Kanoniker und Edelmann

## Albrecht II.
- Albrecht II. (Anhalt) († 1362), Fürst von Anhalt-Zerbst
- Albrecht II. (Habsburg) († 1140), Landvogt in Muri
- Albrecht II. (Mecklenburg-Stargard), Herzog zu Mecklenburg-Stargard
- Albrecht II. (HRR), römisch-deutscher König (1438–1439)
- Albrecht II. (Bayern), Herzog (1387–1397)
- Albrecht II. (Braunschweig-Grubenhagen), Herzog (1440–1485)
- Albrecht II. (Sachsen-Wittenberg), Herzog (1260–1298)
- Albrecht II. (Mecklenburg), Herzog (1348–1379)
- Albrecht II. (Sachsen-Lauenburg) ist Albrecht IV. (Sachsen-Lauenburg), Herzog (1322–1344)[1]
- Albrecht II. (Österreich), der Weise oder der Lahme, Herzog (1330–1358)
- Albrecht II. (Brandenburg), Markgraf Brandenburg-Kulmbach (1205–1220)
- Albrecht II. Alcibiades, Markgraf (1541–1554)
- Albrecht II. (Hoya), Graf von Hoya (1545–1563)
- Albrecht II. (Holstein), Graf von Holstein-Segeberg (1381/1384–1403), Graf von Holstein-Rendsburg (1397–1403)
- Albrecht II. (Weimar-Orlamünde), Graf (1206–1245)
- Albrecht II. (Meißen), der Entartete, Markgraf von Meißen (1288–1292, † 1314)
- Albrecht II. (Brandenburg-Ansbach) (1620–1667), Markgraf des fränkischen Fürstentums Ansbach.

## Albrecht III.
- Albrecht III. (Mecklenburg), König von Schweden (1363–1389), Herzog von Mecklenburg (1384–1412)
- Albrecht III. (Österreich), Herzog (1365–1395)
- Albrecht III. (Bayern), der Fromme, Herzog (1438–1460)
- Albrecht III. (Sachsen), Herzog (1485–1500) ist Albrecht der Beherzte
- Albrecht III. (Sachsen-Lauenburg), Herzog (1282–1308)
- Albrecht III. (Sachsen-Wittenberg), Herzog (1375/80–1422)
- Albrecht III. (Habsburg), der Reiche, Graf (bis 1199)
- Albrecht III. (Brandenburg), Markgraf (1268–1300)
- Albrecht III. (Weimar-Orlamünde), Graf von Weimar-Orlamünde

## Albrecht IV.
- Albrecht IV. (Mecklenburg), Herzog (1383–1388 als Mitregent)
- Albrecht IV. (Österreich), das Weltwunder/der Geduldige, Herzog (1395–1404)
- Albrecht IV. (Bayern), der Weise, Herzog (1465–1508)
- Albrecht IV. (Habsburg), der Weise, Graf (1232–1239)
- Albrecht IV. (Sachsen-Lauenburg), Herzog (1338–1344)
- Albrecht IV. (Brandenburg), Markgraf (1506–1513) ist Albrecht von Brandenburg

## Albrecht V.
- Albrecht V. von Sachsen-Lauenburg, Herzog von 1356 bis 1370
- Albrecht V., Herzog von Österreich (1404–1439) ist Albrecht II. (HRR)
- Albrecht V. (Mecklenburg), Herzog (1397–1424)
- Albrecht V. (Bayern), der Großmütige, Herzog (1550–1579)
- Albrecht V., Graf von Habsburg (1282–1308) ist Albrecht I. (HRR)

## Albrecht VI.
- Albrecht VI. (Österreich), der Freigiebige/Verschwender, Herzog (1457–1463)
- Albrecht VI. (Mecklenburg), Herzog (1438–1483)
- Albrecht VI. (Bayern-Leuchtenberg), Herzog von Bayern-Leuchtenberg (1646–1650, † 1666)
- Albrecht VI., Graf von Habsburg (1308–1358) ist Albrecht II. (Österreich)

## Albrecht VII.
- Albrecht VII. (Schwarzburg-Rudolstadt), Graf (1574–1605)
- Albrecht VII., der Fromme, Statthalter der Niederlande, im Titel Herzog von Burgund (1598–1621)
- Albrecht VII. (Mecklenburg), Herzog (1488–1547)
- Albrecht VII. von Mansfeld (1480–1560), Grafe von Mansfeld
- Albrecht VII., Graf von Habsburg (1365–1395) ist Albrecht III. (Österreich)

## Albrecht VIII.
- Albrecht VIII., Graf von Habsburg (1395–1404), siehe Albrecht IV. (Österreich)

## Albrecht IX.
- Albrecht IX., Graf von Habsburg (1404–1439), siehe Albrecht II. (HRR)

## Albrecht o.Z.
- Albrecht (Sachsen-Wittenberg), Herzog († 1385)
- Albrecht (Sachsen-Eisenach), Herzog (1621–1644)
- Albrecht (Sachsen-Coburg), Herzog (1681–1699)
- Albrecht von Baden (1476), Markgraf von Baden
- Albrecht von Wallenstein, Herzog von Mecklenburg-Schwerin (1628–1631)
- Albrecht Herzog von Württemberg (1865–1939), Generalfeldmarschall, Chef des Hauses Württemberg

## Albrecht …
- Albrecht Achilles, Kurfürst von Brandenburg (1470–1486)
- Albrecht Friedrich (Preußen), Herzog (1553–1618)
- Albrecht Friedrich Carl zu Castell-Castell, Graf (1773–1806)
- Albrecht Günther (Schwarzburg-Rudolstadt) (1582–1634), regierender Graf des Hauses Schwarzburg-Rudolstadt (1612–1634)
- Albrecht Wolfgang (Hohenlohe-Langenburg) (1659–1715), Chef des Hauses Hohenlohe-Langenburg
- Albrecht Wolfgang von Brandenburg-Bayreuth (1689–1734), Markgraf von Brandenburg und General
- Albrecht Wolfgang (Schaumburg-Lippe) (1699–1748), Landesherr von Schaumburg-Lippe

## Kirchliche Herrscher
- Albrecht I. von Borna († 1265), Bischof von Merseburg
- Albrecht I. von Meißen († 1152), von 1150 bis 1152 Bischof von Meißen
- Albrecht I. von Käfernburg, Erzbischof und Regent von Magdeburg (1205–1232)
- Albrecht I. von Löwen (* um 1165; † 1192 oder 1191), Bischof von Lüttich
- Albrecht I. von Hohenfels († 1355), Fürstbischof von Eichstätt
- Albrecht II. von Hohenrechberg († 1445), Fürstbischof von Eichstätt
- Albrecht II. von Cuyk (* um 1134; † 1200), von 1195 bis 1200 Bischof von Lüttich
- Albrecht II. von Sternberg, Erzbischof und Regent von Magdeburg (1367–1372)
- Albrecht II. von Mutzschen († 1266), von 1258 bis 1266 Bischof von Meißen
- Albrecht IV. von Querfurt, Erzbischof und Regent von Magdeburg (1382–1403)
- Albrecht von Brandenburg, Erzbischof und Regent von Magdeburg (IV., 1513–1545), Kurfürst und Erzbischof von Mainz (1514–1545), vorher Markgraf von Brandenburg (IV.)
- Albrecht von Pfalz-Mosbach (auch: Albrecht von Bayern; 1440–1506), von 1478 bis 1506 Bischof von Straßburg
- Albrecht Sigismund von Bayern (1623–1685), Fürstbischof von Freising